# Nicole du Hausset
Nicole Collesson, dite Nicole du Hausset ou Madame du Hausset (ou du Haussay), née le 14 juillet 1713 et morte le 24 juillet 1801, est la première femme de chambre de madame de Pompadour.
Elle a laissé des Mémoires, témoignage historique sur la cour de Louis XV, qui ont été publiés une première fois par Quentin Craufurd en 1809, puis réédités en 1824 et réédités en 1985 au Mercure de France. Pierre Gaxotte met en doute leur authenticité (voir ci-dessous Lien externe).